# Vörös kőtörőcserje
A vörös kőtörőcserje (Escallonia rubra) az Escalloniales rendjébe, ezen belül az Escalloniaceae családjába tartozó faj.

## Előfordulása
A vörös kőtörőcserje eredeti előfordulási területe a chilei Chiloé-sziget volt. 1846-ban, innen hozta be Európába, William Lobb brit növénygyűjtő.

## Változatai
- Escallonia rubra var. dumetorum (Phil.) Acevedo & Kausel
- Escallonia rubra var. glutinosa (Phil.) Reiche
- Escallonia rubra var. macrantha (Hook. & Arn.) Reiche
- Escallonia rubra var. thalassica Kausel

## Megjelenése
Örökzöld cserje, mely 5 méter magasra is megnőhet és ugyanennyire szétterjedhet. Ha sövényként használjuk, akkor lehet nyírni. Több szárat hajt, melyen sűrűn ülnek a levelek. A levelei fényesen zöldek, kicsik és illatosak. Virágai vörösek, nem tömörülnek virágzatokba. Június-júliusban virágzik. Megporzását méhek, lepkék és néha madarak is végezhetik.

## Életmódja
Mindenféle talajban jól érzi magát, addig amíg az jó lefolyású. Fogságban, szobanövényként 40-60 centiméter átmérőjű és legalább 30 centiméter magas cserepet igényel. Teljes napsütésre van szüksége. A fagyot is megtűri. Egyes emberek bőrét irritálhatja.

## Képek

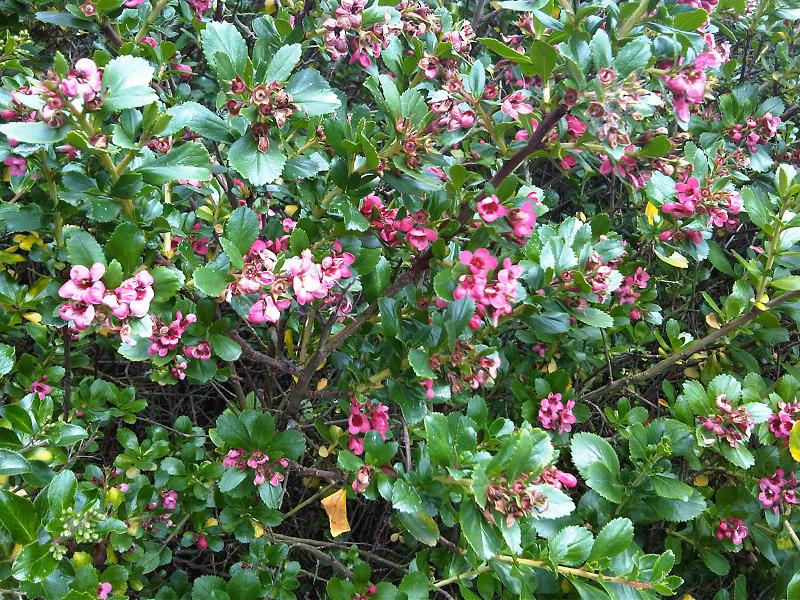
A
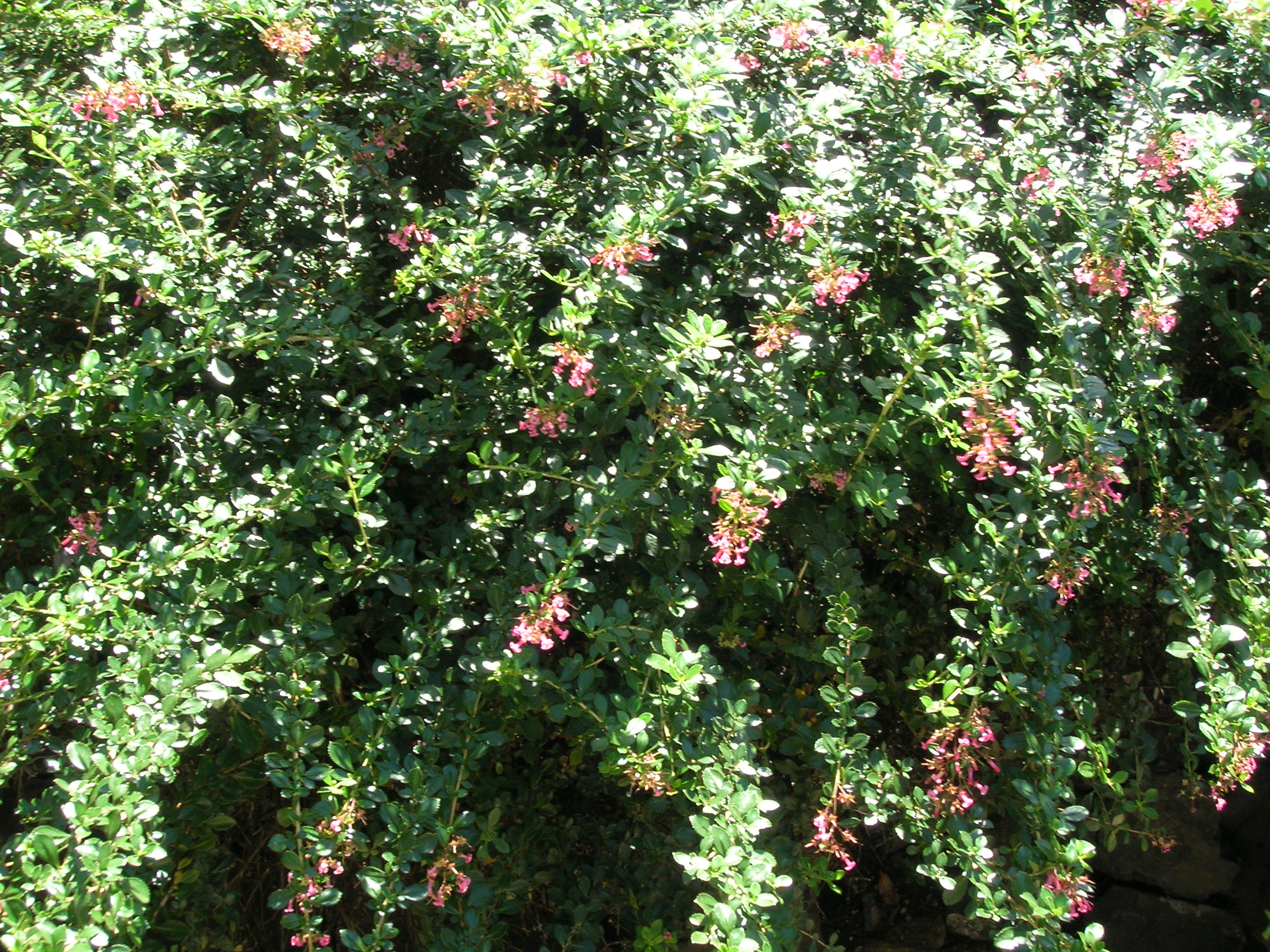
növény
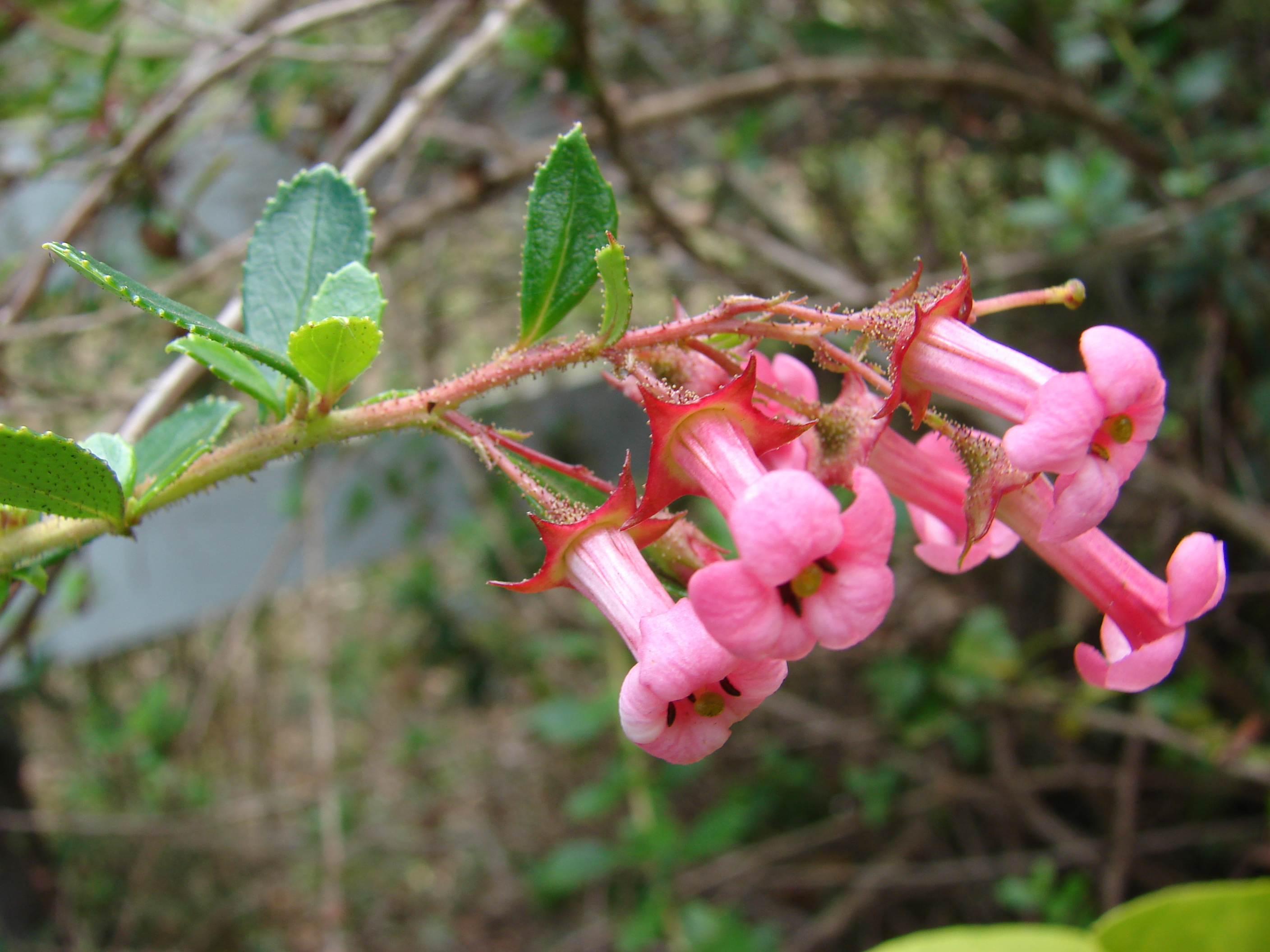
Virágai
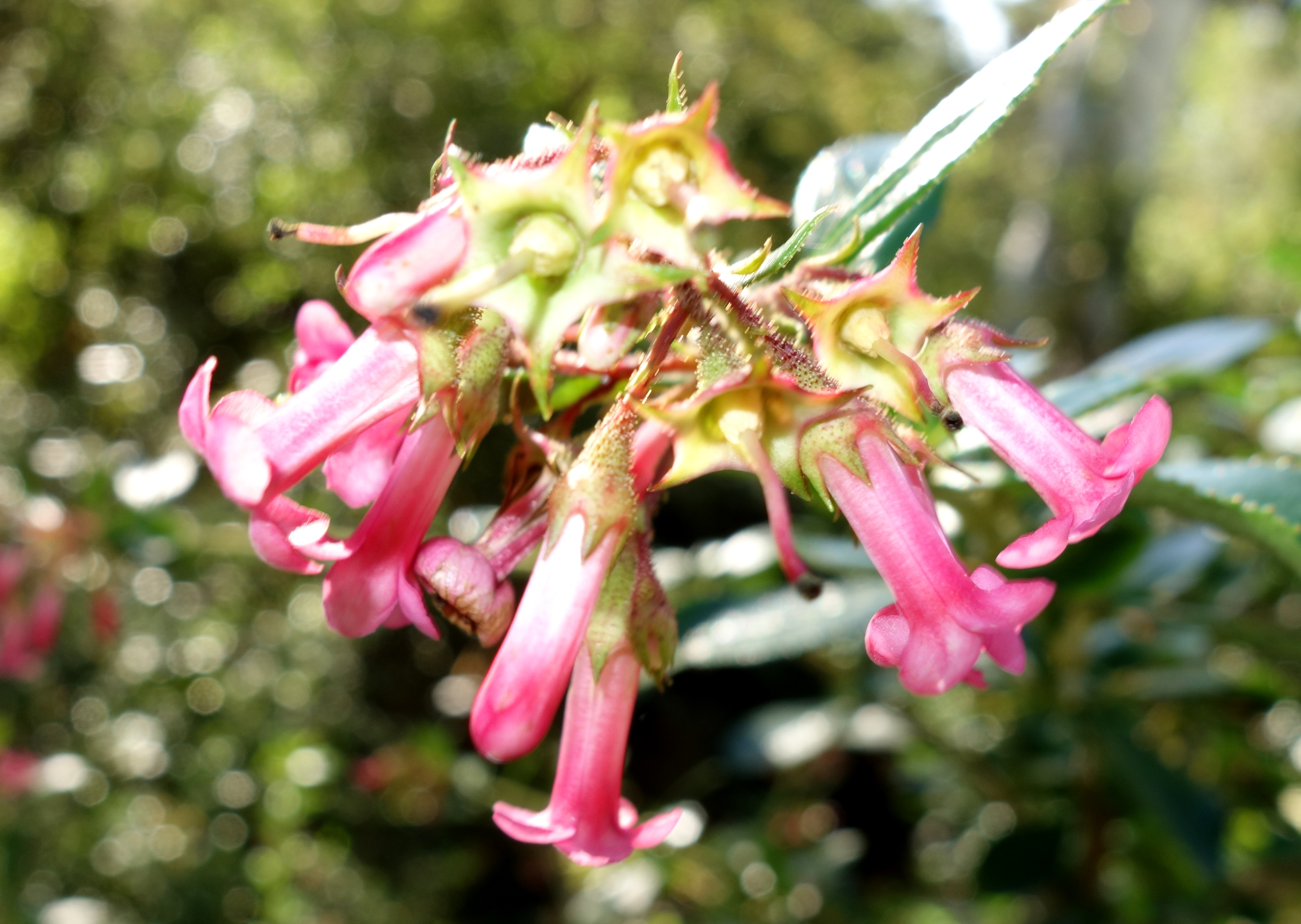
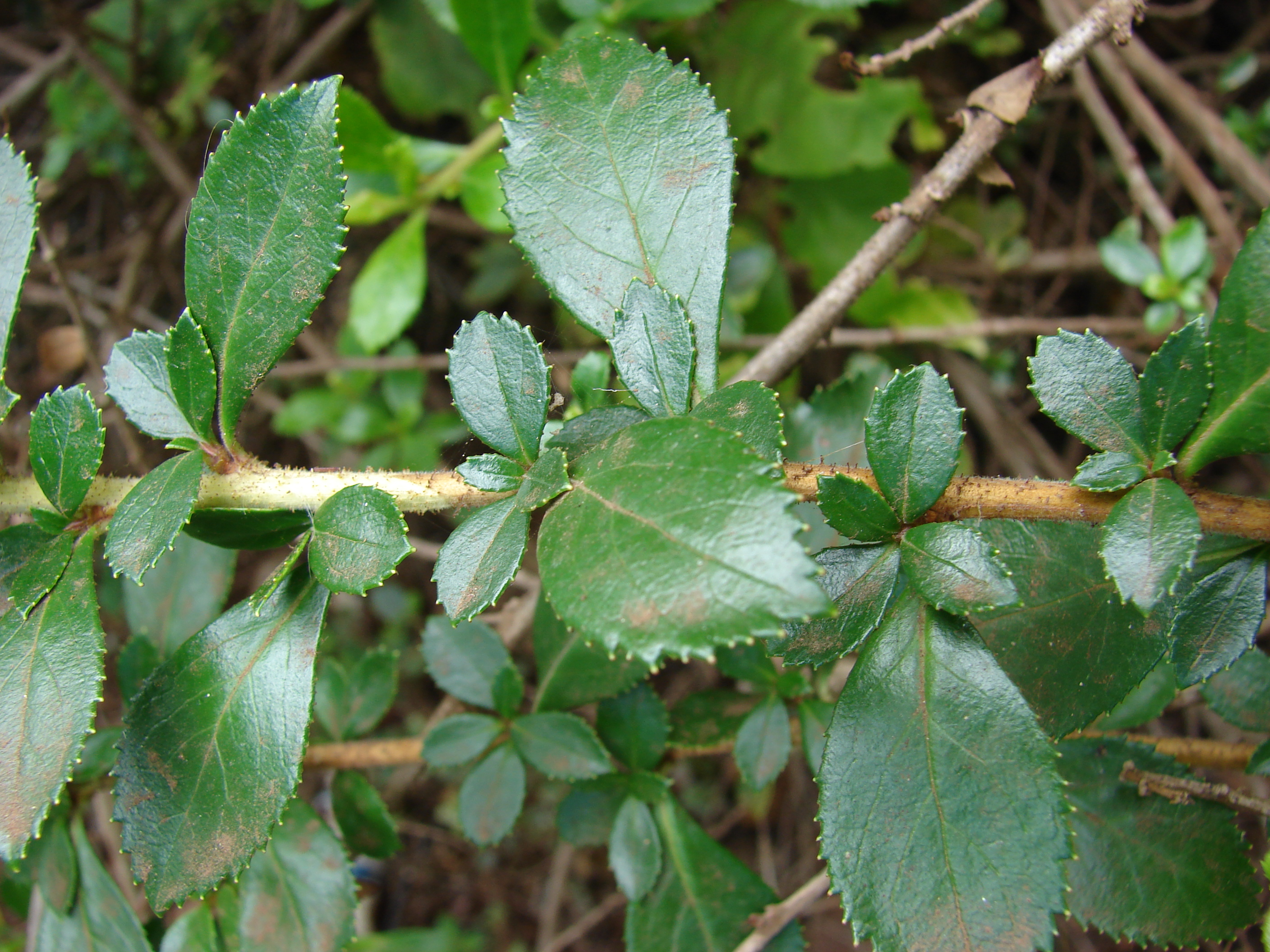
Levelei